# Vilablareix
Vilablareix és un municipi de la comarca del Gironès que forma part de l'àrea urbana de Girona.

## Etimologia
L'etimologia de Vilablareix no és del tot clara, però segons Joan Coromines i Vigneaux a l'Onomasticon Cataloniae i el Diccionari català-valencià-balear, seria un mot compost de vila (o vilar) i d'un nom desconegut, probablement d'origen germànic.
El Diccionari català-valencià-balear proposa un ètim amb un nom personal germànic, Villa Alberici, que Coromines descarta per qüestions fonètiques, ja que només podria haver donat lloc a les terminacions -ric o -riu, i en cap cas a les terminacions -eix o -eig.
Coromines, en canvi, suggereix un mot compost per vilar en comptes de vila, i un nom femení d'origen germànic amb la terminació -haid (en genitiu -haids), com ara Bilhaids, que formaria Villarbeleix, d'aquí a Vilabreleix, i finalment per metàtesi hauria acabat formant el mot Vilablareix.

## Geografia
- Llista de topònims de Vilablareix (orografia: muntanyes, serres, collades, indrets; hidrografia: rius, fonts; edificis: cases, masies, esglésies, etc.).

Vilablareix està situat a la mateixa entrada sud de Girona capital. El terme municipal de 606 hectàrees, equivalents a 6,06 quilòmetres quadrats, pertany a la comarca del Gironès i al partit judicial de Girona. Limita al nord-oest amb el de Salt, al nord-est amb el de Girona (antic terme de Palau Sacosta), a l'oest amb el de Bescanó, al sud-oest amb el d'Aiguaviva i al sud-est amb el de Fornells de la Selva.

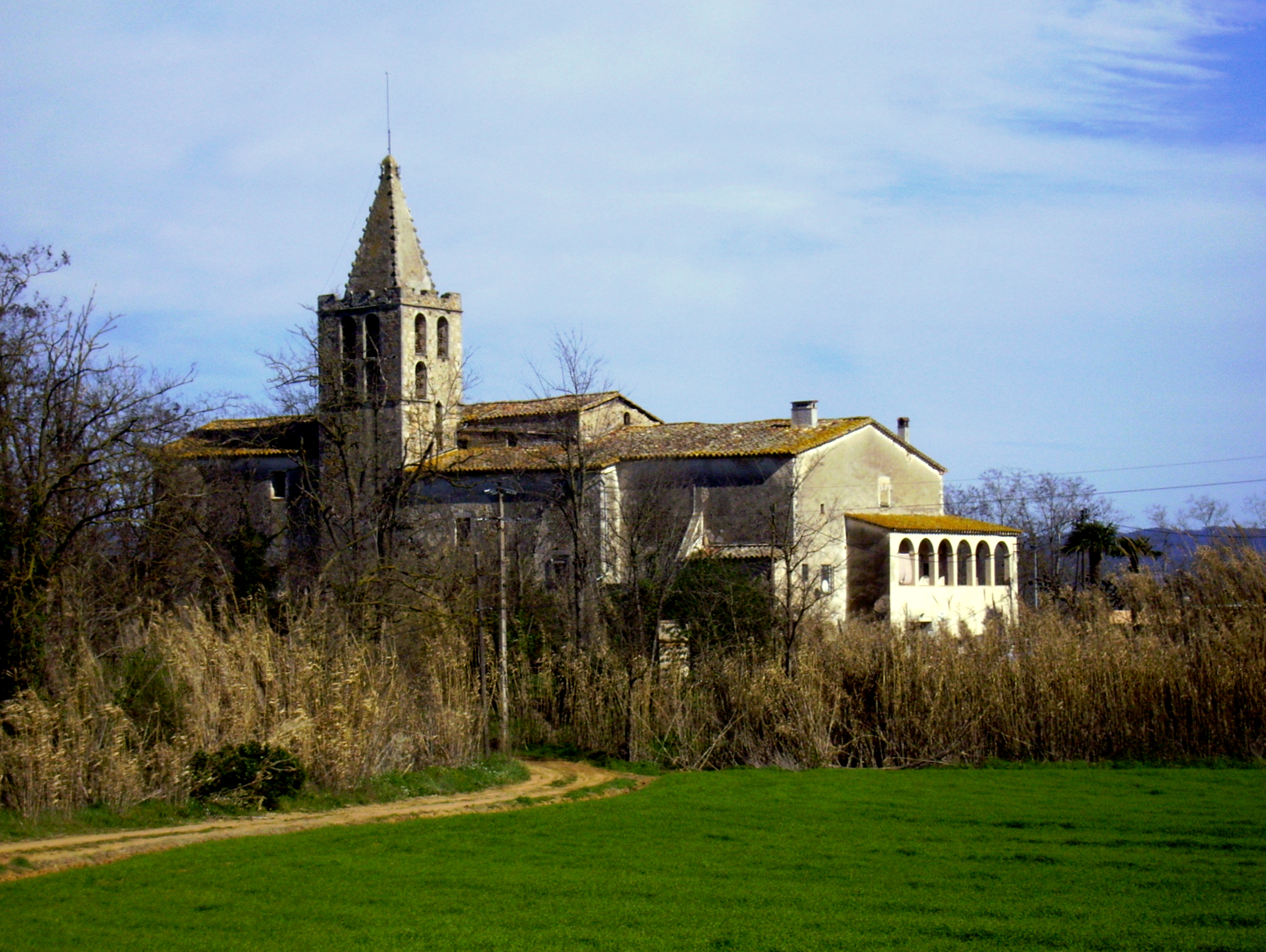
L'església de Sant Menna al nucli de Vilablareix.

El municipi es divideix en dues entitats de població, la del Perelló, la qual inclou els terrenys situats a l'est de l'autopista AP-7 i la de Vilablareix, per als situats a l'oest de l'autopista i que inclou el nucli de l'església. També cal esmentar el veïnat de la Farigola (a l'est del nucli del Perelló), actualment en desenvolupament residencial, i el dels Deu Roures (a l'oest del nucli de l'església).
L'entitat del Perelló és majoritàriament urbana, residencial i industrial, i és on radica el nucli urbà del Perelló, capital del municipi. L'entitat de Vilablareix és majoritàriament rústica.
El terreny és eminentment pla, amb una elevació mitjana de 118 metres sobre el nivell del mar. El punt més elevat és el puig de Sant Roc, amb una elevació de 194 metres sobre el nivell del mar.
Dins el terme municipal hi transcorren tres rius: el Güell, el Masrocs i el Reramurs. Existeix un transvasament d'aigua construït artificialment entre el riu Güell i el riu Masrocs. En l'any 2017, Vilablareix tenia 2.691 habitants.
El fort creixement de la població experimentat en el decurs dels darrers anys es deu, principalment, a la proximitat amb el municipi de Girona, la qual cosa ha afavorit la creació de zones residencials i industrials. Tot i això, encara és possible observar al seu terme alguns masos com ara can Gruart, can Jordà, can Tou, can Sínia i la Maçana, entre d'altres.
L'aplec de Sant Roc o de les Núvies és un aplec tradicional que se celebra a Sant Roc de Vilablareix, en honor de sant Roc en una data pròxima a la diada del sant, que és el 16 d'agost.
El 2024 el Girona Futbol Club va traslladar les seves instal·lacions d'entrenaments a una finca a prop de la Maçana, a l'oest de l'autopista AP-7
| Entitat de població | Habitants (2024) |
| el Perelló          | 3.619            |
| Vilablareix         | 153              |
| Font: Idescat       |                  |

## Demografia
| 1497 f | 1515 f | 1553 f | 1717 | 1787 | 1857 | 1877 | 1887 | 1900 | 1910 |
| ------ | ------ | ------ | ---- | ---- | ---- | ---- | ---- | ---- | ---- |
| 25     | 32     | 23     | 155  | 264  | 424  | 372  | 379  | 352  | 370  |

| 1920 | 1930 | 1940 | 1950 | 1960 | 1970 | 1981 | 1990 | 1992  | 1994  |
| ---- | ---- | ---- | ---- | ---- | ---- | ---- | ---- | ----- | ----- |
| 403  | 398  | 401  | 407  | 424  | 503  | 803  | 989  | 1.020 | 1.020 |

| 1996  | 1998  | 2000  | 2002  | 2004  | 2006  | 2008 | 2010 | 2012  | 2014  |
| ----- | ----- | ----- | ----- | ----- | ----- | ---- | ---- | ----- | ----- |
| 1.323 | 1.535 | 1.842 | 2.098 | 2.146 | 2.213 | 2260 | 2371 | 2.427 | 2.529 |

| 2016  | 2018  | 2020  | 2022  | 2024  | 2026 | 2028 | 2030 | 2032 | 2034 |
| ----- | ----- | ----- | ----- | ----- | ---- | ---- | ---- | ---- | ---- |
| 2.636 | 2.789 | 3.063 | 3.396 | 3.772 | -    | -    | -    | -    | -    |

## Origen
L'origen de la població, o de l'ocupació de l'indret, s'ha de relacionar, d'acord amb les troballes arqueològiques, amb l'existència d'una antiga vil·la romana. Així, s'hi han trobat diverses àmfores de l'època romana tardana, restes d'un forn, ceràmica diversa i fragments d'un abriülls de ferro. La resta més remarcable és, però, el monument funerari romà, situat enmig dels camps, a uns 150 m del cementiri actual, conegut popularment com la torre sepulcral anomenada Torre dels Moros o Torratxa.
El terme de Vilablareix era creuat pel Camí Ral de Girona a Vic, provinent de Santa Eugènia de Ter i que continuava cap a Aiguaviva. D'altres camins l'unien a Palau-sacosta, Fornells de la Selva i Salt, encara que les grans infrastuctures de la línia del ferrocarril i de l'autopista els han afectat molt.

## Llocs d'interès

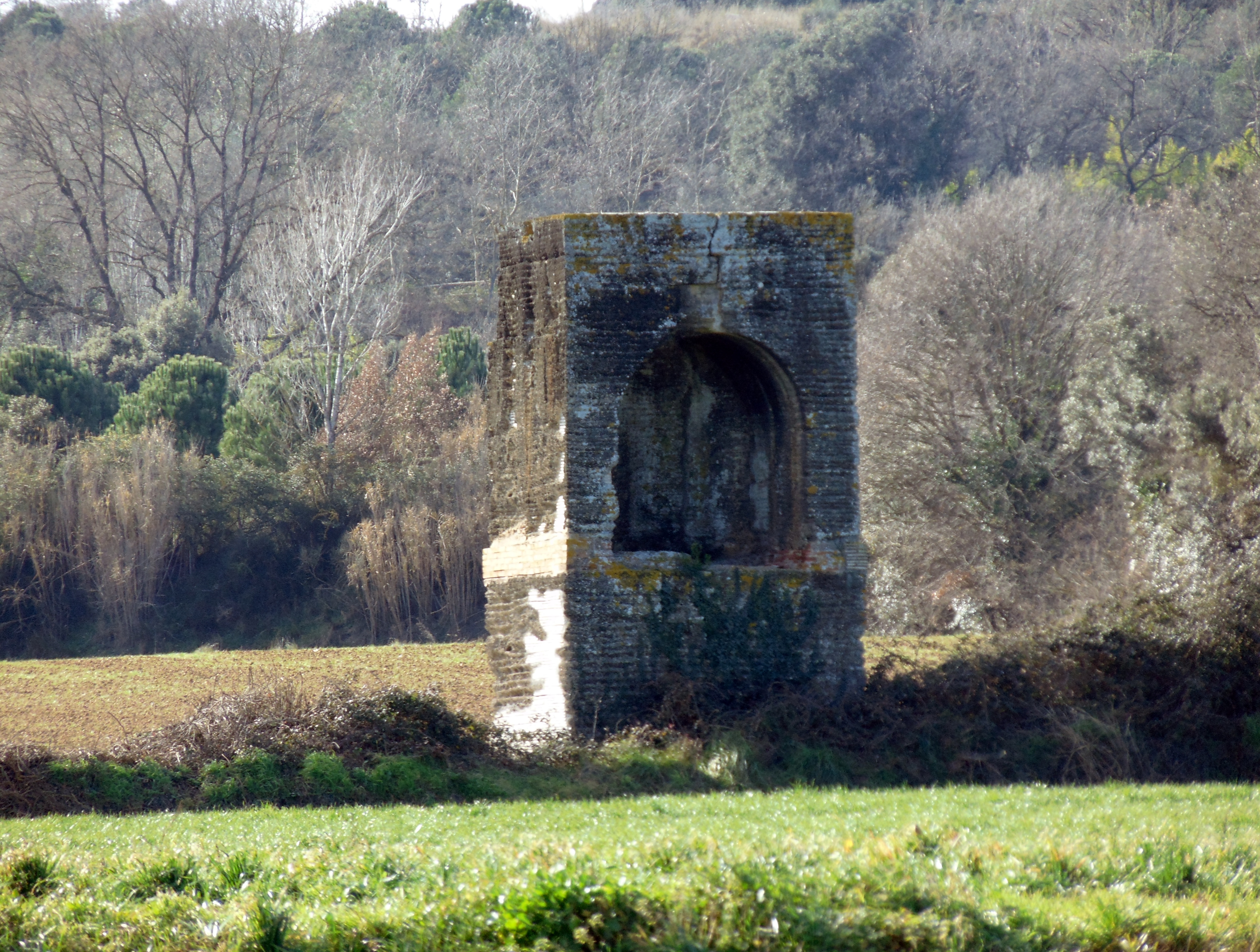
Torre sepulcral de Vilablareix.

- La Torratxa (Torre sepulcral Romana) S III (D.C), a prop del nucli de l'església.
- L'Antic ajuntament de Vilablareix o Escoles de Vilablareix: és un edifici noucentista de l'arquitecte gironí, Rafael Masó.
- Ermita de Sant Roc de Vilablareix
- Mas Pi
- Escola Madrenc (Rafael Masó) 1912
- Masia de Can Gruart, al barri de la Farigola.
- Rectoria i Església de Sant Menna ja anomenada al 882 com "sancti Menne, basilica in Villa ablares"